# Pannawonica
Pannawonica ist ein im Eisenerz-Bergbau tätiger Ward in Western Australia mit 695 Einwohnern (2016). 9,4 % der Bewohner zählen zu den Aborigines und Torres-Strait-Insulanern.

## Geographie
Pannawonica befindet sich in der Region Pilbara und ist ca. 1430 Kilometer nördlich von Perth sowie etwa 200 Kilometer südwestlich von Karratha entfernt. Der Ort kann über den nordwestlich verlaufenden North West Coastal Highway oder mit Kleinflugzeugen erreicht werden. Der ICAO-Code der Internationalen Zivilluftfahrtorganisation für den Flughafen lautet YPNW.

## Geschichte
Mit dem Wort „pannawonica“ bezeichnen die einheimischen Aborigines einen in der Nähe gelegenen Hügel, was „der Hügel, der aus dem Meer kam“ bedeutet. Einer Legende nach, stritten zwei lokale Aborigine-Stämme über den Besitz des Hügels, der ursprünglich am Meer lag. Ein Seegeist beschloss, den Streit beizulegen, indem er den Hügel ins Landesinnere verlegte. Pannawonica ist eine der vielen Eisenerzminenorte in der Pilbara. Bebaut und erschlossen wurde die Region zunächst von der Firma Robe River Iron Associates, inzwischen werden die Minen vom Rohstoffkonzern Rio Tinto Group betrieben, der auch Dienstleistungen und Unterkünfte für Bergleute und ihre Familien bereitstellt. Die Erschließung von Pannawonica wurde 1970 begonnen und 1972 offiziell bekannt gemacht. Viele Saison-Arbeiter, die in den Minen arbeiten, sind Fly-in-Fly-out-Arbeiter und leben in außerhalb gelegenen Unterkünften. Fly-in-Fly-out ist eine Methode, Menschen in abgelegenen Gebieten zu beschäftigen, indem sie vorübergehend zum Arbeitsplatz geflogen werden, anstatt die Mitarbeiter und deren Familien dauerhaft umzusiedeln.

## Klima
Pannawonica hat ein heißes, halbtrockenes Klima, zuweilen ein heißes Wüstenklima. Im Sommer sind die Tage sehr heiß und die Nächte warm. Im Durchschnitt gibt es 66,8 Tage im Jahr, an denen die Temperatur 40 °C oder mehr erreicht. Die maximale Temperatur betrug 48,4 °C. Im Winter sind die Tage warm und die Nächte mild. Die Niederschläge sind sehr variabel. Die Regenzeit dauert von Dezember bis März. In dieser Zeit können tropische Wirbelstürme mit Starkregen auftreten.

## Trivia
Arbeiter, die den Ort dauerhaft verlassen, hängen ihre nun nicht mehr benötigten Arbeitsstiefel (boots) als Abschiedsgeschenk in einen Baum, den Boot Tree.